# Nino Salukvadzeová
Nino Salukvadzeová (gruzínsky: ნინო სალუქვაძე; * 1. února 1969, Tbilisi) je gruzínská sportovní střelkyně, trojnásobná medailistka z olympijských her.
Své první dvě medaile, zlatou a stříbrnou, získala na Letních olympijských hrách 1988 v Soulu jako devatenáctiletá reprezentantka Sovětského svazu. Třetí, bronzovou medaili, vybojovala v roce 2008 na hrách v Pekingu v barvách Gruzie. Od roku 1988 do roku 2012 startovala na sedmi olympijských hrách. Měří 169 cm a váží 60 kg.

## Vrcholné sportovní podniky

### Peking 2008
Na Letních olympijských hrách 2008 v Pekingu skončila na třetím místě nástřelem 487,4 bodu (9,8; 10,3; 10,0; 9,5; 10,2; 10,7; 10,4; 10,6; 9,1; 10,8).

## Vyznamenání
- Prezidentský řád znamenitosti – Gruzie, 2018[2]